# Сест
Сест или Сестос (др.-греч. Σηστός) — основанный эолийцами город на Херсонесе на берегу Геллеспонта, во Фракии напротив Абида (Абидоса); самый удобный пункт для переправы из Азии в Европу.
Близ Сеста был построен мост, по которому переправилось в Европу войско Ксеркса при нашествии персов на Грецию в 480 г. Сест известен также как место любовных свиданий Геро с Леандром, который погиб в бурную ночь, в урочный час переплывая через Геллеспонт.